# Xenusion
 Xenusion  ist eine Gattung ausgestorbener Häutungstiere (Ecdysozoa) aus dem frühen Kambrium, etwa 530 bis 521 mya. Die bisher gefundenen zwei fossilen Exemplare stammen aus den eiszeitlichen Geschieben von Norddeutschland. Sie gelten als die ältesten Nachweise eines Tieres mit Gliedmaßen. Die einzige Art (Typusart) ist X. auerswaldae.

## Systematische Einordnung
Anfangs konnten die Funde keiner bekannten Tiergruppe zugeordnet werden. Später stellte man sie zu den in der erdgeschichtlichen Epoche des Kambriums lebenden Lobopoden (Lobopodia, Proarthropoda), die wohl eng mit den heutigen Stummelfüßern (Onychophora) verwandt sind. Rezente Formen der Onychophora leben jedoch an Land. Die Fossilien von Xenusion stammen vermutlich von den frühkambrischen Meeresablagerungen (Kalmarsund-Sandstein), die in Kalmarsund in Schweden anstehen. Der Abdruck zeigt nicht die Bauch-, sondern die Rückenseite.
Verwandte Formen (z. B. Hallucigenia) wurden in der fossilen Fauna des kanadischen Burgess-Schiefers, einer weltbekannten Fossillagerstätte, nachgewiesen. Als Microdictyon bezeichnete stachelartige Skelettelemente der Small-Shelly-Fauna konnten ebenfalls einem Onychophoren-artigen Fossil aus dem Unterkambrium Chinas (Chengjiang-Fauna) zugeordnet werden.

## Fundgeschichte
Das erste wissenschaftlich beschriebene Exemplar (Holotypus) fand Fritz Knuth beim Rigolen seines Gartens in Sewekow (heute Ortsteil von Wittstock/Dosse) in der Prignitz während des Ersten Weltkriegs. Er übergab es an Annemarie von Auerswald, Leiterin des „Heimatmuseums für die Prignitz“ im Kloster Stift zum Heiligengrabe. Nachdem der Wert des Fundes an der Universität Rostock nicht erkannt wurde, reichte Annemarie von Auerswald das Fundstück im November 1925 zur wissenschaftlichen Bearbeitung an Professor Josef Felix Pompeckj, Direktor des Geologisch-Paläontologischen Instituts und Museums der Friedrich-Wilhelms-Universität (heute Humboldt-Universität zu Berlin), weiter. Es handelt sich dabei um den bedeutendsten paläontologischen Fund in der Prignitz. Der Erstfund befindet sich heute im Berliner Naturkundemuseum.
Ein zweites, sehr fragmentarisches Exemplar wurde von Walter Bennhold in der Nähe von Fürstenwalde gefunden und dem Institut für Geologie und Paläontologie der Humboldt-Universität zu Berlin um 1950 übermittelt. Es gilt als verschollen.
Ein drittes Exemplar des Xenusion auerswaldae wurde 1978 von Helga und Horst Deichfuss auf der Insel Hiddensee an der nördlichen Steilküste unterhalb des Leuchtturms Dornbusch gefunden. Es befindet sich in den Geowissenschaftlichen Sammlungen der Martin-Luther-Universität Halle-Wittenberg.
Ein viertes Exemplar wurde 1997 von Dieter Luttermann in der Nähe von Sellingerbeetse in Ost-Groningen auf einem Kieshaufen gefunden. Bei diesem Exemplar sind ein paar Abdrücke von Füßen auf dem dichten, grauen quarzitischen Sandstein zu erkennen. Das Fundstück befindet sich in Hunebedcentrum im niederländischen Ort Borger.

## Rezeption
Das Xenusion wurde von der 1984 gegründeten Gesellschaft für Geschiebekunde e.V. als Wappentier gewählt.
Ein Paläokünstler hat das Tier dreidimensional rekonstruiert.